# Долне Дубове
Долне Дубове (словац. Dolné Dubové) — село, громада округу Трнава, Трнавський край. Кадастрова площа громади — 10.04 км².
Населення 732 особи (станом на 31 грудня 2020 року).

## Історія
Долне Дубове згадується 1262 року.

## Географія
Протікає Дубовський потік.

## Населення
| Рік:            | 1994. | 2004.  | 2014.    | 2024.    |
| --------------- | ----- | ------ | -------- | -------- |
| Кількість осіб: | 640   | 592    | 670      | 765      |
| Різниця:        |       | -7,5 % | +13,17 % | +14,17 % |

| Рік:            | 2023. | 2024.   |
| --------------- | ----- | ------- |
| Кількість осіб: | 775   | 765     |
| Різниця:        |       | -1,29 % |